# Евдокимов-Вогак, Ростислав Борисович
Ростисла́в Бори́сович Евдоки́мов-Вогак (29 ноября 1950, Ленинград — 12 декабря 2011, Коста-Рика) — российский публицист, поэт, общественно-политический деятель, мемуарист, советский диссидент, правозащитник, политзаключённый в 1982—1987 годах.

## Биография
Родился 29 ноября 1950 года в Ленинграде.

### Семья
Отец Ростислава — один из старейших членов НТС Борис Дмитриевич Евдокимов (1923—1979), нелегально переправлявший свои антисоветские статьи за границу и печатавшийся в журнале «Посев» под псевдонимами Сергей Разумный и Иван Русланов.
Мать — Ксения (Оксана) Владимировна Вогак (1922—2000), происходила из известного в Российской Империи дворянского рода Вогак, давшего России целую плеяду флотских и армейских офицеров.
Дед — капитан I ранга Русского Императорского флота Владимир Андреевич Вогак, был арестован большевиками в 1937 году и погиб в ГУЛАГе в 1942 году.
Сестра — Светлана Борисовна Евдокимова — филолог, окончила Ленинградский университет и аспирантуру[уточнить] Йельского университета в США. Заведующая кафедрой славистики и профессор славистики и сравнительного литературоведения в Брауновском университете (США). Автор книг об А. С. Пушкине и многочисленных статей об А. С. Пушкине, Н. В. Гоголе, Л. Н. Толстом и А. П. Чехове. Публиковала стихи в «Северной Авроре». В настоящее время живёт в Провиденсе, США.
Супруга — Людмила Петровна Бершацкая, по образованию педагог-логопед, в прошлом также член НТС.

### Детство и юность
В детстве Ростислав Евдокимов окончил музыкальную школу по классу скрипки. В 1968 году, по окончании средней школы с серебряной медалью, поступил на физический факультет Ленинградского государственного университета. В 1969 году перевёлся на исторический факультет.
Поэтическим творчеством Ростислав Евдокимов стал заниматься ещё во время своей учёбы в Ленинградском госуниверситете. Так, в 1970-е годы он начинает писать стихи и прозу, которые распространялись в Самиздате под псевдонимом Вогак (печатались в эмигрантской периодике).

### Начало политической деятельности
В 1971 году, будучи студентом исторического факультета ЛГУ, вступил в Народно-трудовой союз российских солидаристов. После того как в октябре 1971 года КГБ арестовал его отца, Ростислав Евдокимов был исключён из университета. В 1972—1982 годах трудился разнорабочим и взрывотехником в геологических и геофизических экспедициях в отдалённых районах СССР, принимал участие как взрывотехник в экспедициях на Крайний Север в составе санно-тракторных поездов, а также работал в Закавказье.
В 1977 году сотрудничал с Рабочей комиссией по расследованию использования психиатрии в политических целях. Передавал за рубеж информацию о положении в специальных психиатрических больницах Ленинграда. Казани, Днепропетровска, — в которых находился его отец, — борясь за спасение его жизни.
4 октября 1979 года после смерти отца от онкологического заболевания, полученного тем в условиях заключения в Казанской специальной психиатрической больнице, Ростислав Евдокимов обратился с открытым письмом «Ко всем честным людям Земли», в котором благодарил всех, кто помогал в спасении отца и называл его истязателей. Текст письма распространялся в самиздате и передавался западными радиостанциями.
Также Евдокимов активное участвовал в деятельности Свободного межпрофессионального объединения трудящихся (СМОТ), в частности, в 1980—1981 годах являлся соредактором подпольного Информационного бюллетеня СМОТ (совместно с В. Э. Долининым).

## Арест и заключение
Арестован 22 июля 1982 года в Ленинграде. Обвинён в проведении антисоветской агитации и пропаганды (статья 70 УК РСФСР). Согласился сотрудничать со следствием, давал показания, не касавшиеся каких-либо иных лиц, кроме его самого. На судебном процессе в Ленинградском городском суде 4 апреля 1983 года был приговорён к 5 годам колонии строгого режима с последующей ссылкой на 3 года. В заключении находился в колониях ВС-389/35 и ВС-389/36 в Пермской области. Помилован в феврале 1987 года, освобождён досрочно в марте 1987 года. В 1993 году опубликовал в журнале «Грани» сведения о повседневной жизни позднесоветской «политической зоны».

## После освобождения
В 1987 году Евдокимов стал создателем и руководителем ленинградской группы Международного общества прав человека (МОПЧ). В декабре 1988 года он был вновь привлечен в качестве обвиняемого уже по части 2-й ст. 70 УК РСФСР (антисоветская агитация и пропаганда). В течение 9 месяцев Ростислав Евдокимов, скрываясь от КГБ, находился на нелегальном положении. Дело было прекращено только в связи с отменой ст. 70 УК РСФСР.
В 1988 году, спустя 17 лет после исключения из ЛГУ, Евдокимов был восстановлен на историческом факультете университета и окончил его в 1992 году по специальности история древней Греции и Рима.
В октябре 1988 года впервые поднял на митинге в Ленинграде бело-сине-красный флаг России. По сути, это был первый случай использования российского триколора в эпоху Перестройки. Российский триколор был сшит супругой Ростислава Евдокимова Людмилой Бершацкой из подручных материалов.

### Руководство петербургской группой НТС
В 1991—1996 годах Ростислав Евдокимов возглавлял петербургскую группу НТС, входил в руководство (Совет) Народно-Трудового Союза российских солидаристов (НТС) и редколлегию журнала «Посев». Евдокимов является автором многих статей на общественно-политические темы в журнале «Посев» и других изданиях, а также нескольких сборников стихов.

### Просветительская и литературная деятельность
Как специалист в области античной истории и православный христианин, в 1999 году Ростислав Евдокимов подготовил и провел в прямом эфире цикл передач на петербургском Радио «Мария» под названием «Платон мне друг…». Цикл был посвящен роли древнегреческого философского наследия в творениях Отцов Церкви, а также влиянию древнегреческого искусства на христианское и, в частности, православное богослужение.
Позднее, в начале 2000-х годов, на этой же радиостанции, Ростиславом Евдокимовым был подготовлен прочитан цикл лекций «Священные камни Европы» (транслировались в записи). В нём доступным и понятным для всех языком он увлекательно рассказал об истории, быте, литературе, а также философских и религиозных воззрениях древнегреческой и римской цивилизаций от их зарождения до евангельских времен.
Уже после гибели Ростислава Евдокимова, цикл лекций «Священные камни Европы» был опубликован в однотомном собрании его сочинений под названием «Записки лжесвидетеля», вышедшем в 2015 году в издательстве «Посев».
Как поэт, в своем в своем творчестве использовал такую форму, как венок сонетов, которая считается одной из наиболее сложной в европейской поэзии. Написал работу, посвященную опыту создания двойного венка сонетов, как принципиально новой формы. Один из созданных Ростиславом Евдокимовым двойных венков сонетов получил название «Время странствий».
Ростислав Евдокимов был членом Французского и Шведского ПЕН-клубов (с 1982 года), Русского ПЕН-клуба (с 1994 года), в 1988—1991 годах — главным редактором журнала «Петрополис».
Трагически погиб (утонул, купаясь в океане) 12 декабря 2011 года в Коста-Рике. Похоронен в Санкт-Петербурге на Большеохтинском кладбище.